# Kumak
Kumak (o fwa kumak) és una llengua austronèsia parlada majoritàriament a l'àrea tradicional de Hoot Ma Waap, als municipis de Koumac i Poum, a la Província del Nord, Nova Caledònia. Està formada per dues varietats dialectals, nêlêmwa i nixumwak. Té un total de 1.100 parlants, dels quals 144 viuen fora de l'àrea tradicional.

## Repartiment dialectal
El nêlêmwa és parlat al districte de Nénémas: a l'oest, a l'extremitat nord i a les illes costaneres dependents de la comuna de Poum. El nixumwak és estès a la regió de Koumac. Les divergències entre ambdós dialectes són essencialment d'ordre fonològic i lèxic.
Igual que la llengua veïna nyâlayu, les varietats nêlêmwa-nixumwak posseeixen classificadors possessius i numèrics.

## Estudis lingüístics
Aquests dos dialectes d'antuvi foren anomenats nenema i kumak per Maurice Leenhardt en 1946 qui donà una llista de mots en aquesta obra fonamental; el 1963, André-Georges Haudricourt publicà un lèxic acompanyat d'alguns texts i d'una breu presentació de la llengua. Més recentment, el nêlêmwa ha estat descrit de manera més profunda per Isabelle Bril, lingüista del LACITO del CNRS, sota la forma d'un diccionari (Bril 2000) i d'una gramàtica (Bril 2002).

## Publicacions i recursos
Els dos dialectes no han disposat d'una norma real d'escriptura abans de 1990, elaborat pel Comité linguistique des Nenema i el lingüista S. Schooling després reprès per Isabelle Bril en el seu treball. Tres poesies en nêlêmwa i una en nixumwak han estat publicades al recull Wanir Walepane, i un conte nixumwak a Contes et légendes océaniens. Està en curs una traducció de la Bíblia en nêlêmwa.
Un CD-ROM realitzat per Isabelle Bril pel Centre Cultural Tjibaou reagrupa una hora de tradicions orals en nêlêmwa sota el nom de Contes de l'Extrême-Nord de la Nouvelle-Calédonie. Igualment diversos texts de literatura oral són igualement consultables en línia.